# Партія націоналістичного руху
Партія націоналістичного руху (тур. Milliyetçi Hareket Partisi, MHP) — ультраправа політична партія в Турецькій Республіці. Створена у 1969 році Алпарсланом Тюркешем на основі Республіканської селянської національної партії. Стоїть на позиціях пантюркізма і праворадикальної ідеології Третього шляху. У 1970-ті акцентувала антикомунізм і антирадянщину, брала участь у системі Гладіо. Заборонена після військового перевороту 1980. Відновила діяльність при поверненні до конституційних порядків. У 1990-х переключилася на протидію курдському сепаратистському руху. Займає крайній правий фланг турецької політичної системи. Має у своєму розпорядженні воєнізовану молодіжну організацію Сірі вовки. Тривалий час перебувала в опозиції до Реджепа Тайїпа Ердогана, але з середини 2010-х років вступила з ним у союз. Після смерті Алпарслана Тюркеша головою партії є Девлет Бахчелі.

## Передісторія
У 1930-1940-х роках, під впливом італійського фашизму і німецького націонал-соціалізму[джерело?], у турецькому суспільстві стали посилюватися праворадикальні націоналістичні настрої. В умовах Туреччини вони набули форми пантюркізма. Від нацизму при цьому запозичувався туранський расизм[джерело?], від фашизму — антикомунізм і корпоратизм[джерело?].
Такі настрої поширювалися і в армійських колах. Видатним діячем цього напрямку був офіцер сухопутних військ Алпарслан Тюркеш. Восени 1944 року його притягнуто до судової відповідальності за пропаганду расизму і фашизму.
У 1948 році маршал Февзі Чакмак, відомі політики Осман Белюкбаші, Еніс Акйген, професори Юсуф Хікмет Баюр, Кенан Онер і генерал Садик Алдоган демонстративно порвали з правоцентристською Демократичною партією і оголосили про створення більш жорсткої Національної партії. У 1954 році партію було заборонено за рішенням суду за тяжкими злочинами міста Анкари за порушення принципу секуляризму, встановленого Ататюрком.
Відразу після заборони Осман Белюкбаші заснував Республіканську національну партію. 16 жовтня 1958 року вона об'єдналася з Турецькою селянською партією в Республіканську селянську національну партію (CKMP).
Ці процеси відображали політичну консолідацію турецьких крайніх націоналістів. На тому етапі їх структури дотримувалися консервативної і традиціоналістської ідеології.
27 травня 1960 року у результаті військового перевороту повалено уряд Демократичної партії на чолі з Аднаном Мендересом. У перевороті брав активну участь полковник Тюркеш. Однак ультраправий радикалізм привів Тюркеша до конфлікту з новою владою і відправки з військовою місією до Індії.
У 1963 році Тюркеш повернувся до Туреччини. Наступного року він вступив до Республіканської селянської національної партії. 1 серпня 1965 року Тюркеш став головою CKMP. Під його керівництвом консервативна партія змінила свій характер, перетворившись на праворадикальну. На з'їзді 9 лютого 1969 року CKMP перейменована на Партію націоналістичного руху (Milliyetçi Hareket Partisi, MHP).

## Ідеологія і програма
Базові принципи Партії націоналістичного руху були викладені Алпарсланом Тюркешем ще в 1965 році у так званій «Доктрині Дев'яти Променів»: націоналізм, ідеалізм, колективізм, аграризм, сцієнтизм, народність, індустріалізм, свобода і прогрес. Таке штучне змішування суперечливих установок і тез традиційно для фашистських[джерело?] доктрин.
Першочерговим принципом був націоналізм: примат цінностей турецької нації, які сформувалися на базі змішування різних культур, розуміння турецького суспільного укладу як найвищої соціальної форми, первинність національного початку у державотворчому процесі. Партія особливо підкреслювала принцип територіальної цілісності і унітарний устрій Турецької Республіки. Важливе місце в партійній доктрині займає пантюркізм: MHP виступає за об'єднання тюркського світу під егідою Туреччини.
Релігійна складова при цьому стоїть на другому плані, поступаючись пріоритетному етнокультурному фактору. MHP висловлює прихильність до ісламу, але наполягає на дотриманні принципу секуляризму і терпимості у ставленні до інших конфесій і вірувань.
У сфері соціальних відносин погляди Тюркеша і ідеологія MHP є турецьким варіантом неофашизму[джерело?] і Третього шляху. Крайній антикомунізм поєднується з помітними антикапіталістичними і егалітарними мотивами. Принципи колективізму і соціальної справедливості, внесені до програми партії, поєднуються із закликами до максимального поширення приватної власності, всілякою підтримкою малого підприємництва і корпоративістськими концепціями.
У державно-політичному устрої Тюркеш був прихильником сильної авторитарної влади, здатної послідовно проводити націоналістичну політику. Він виступав за військову диктатуру, потім за президентську республіку. Парадоксальним чином останню установку було взято на озброєння — з посиланням на Тюркеша — політичними противниками MHP з ісламістської Партії справедливості і розвитку Реджепа Тайїпа Ердогана.

## Організаційна структура
Партія націоналістичного руху складається з провінційних організацій (İl Teşkilâtı), які поділяються на окружні. Вищий орган MHP — Великий конгрес (Büyük Kongre). Між Великими конгресами керівництво здійснює Центральний виконавчий комітет (Merkez Yönetim Kurulu). Вищий контрольний орган — Центральний дисциплінарний комітет (Merkez Disiplin Kurulu).
Вищі органи провінційних організацій — провінційні конгреси (İl Kongresi). Оперативне керівництво парторганізаціями здійснюють провінційні виконавчі комітети (İl Yönetim Kurulu), контрольні функції виконують провінційні контрольні комісії (İl Disiplin Kurulu). Окружними організаціями керують окружні конгреси (İlçe Kongresi), у проміжках між ними — окружні виконавчі комітети (İlçe Yönetim Kurulu).
Станом на початок 2013 року чисельність Партії націоналістичного руху становила 363 393 людини.
Відмінна особливість структури — широкі повноваження голови. Засновник MHP Алпарслан Тюркеш був культовою фігурою руху, мав партійний титул Başbuğ — Вождь — і приймав рішення практично одноосібно. Після смерті Тюркеша 4 квітня 1997 року виконувачами обов'язків голови тимчасово були Мухіттін Чолак (квітень — червень 1997) і Йилдирим Тугрул Тюркеш-молодший (червень — липень 1997). 6 липня 1997 головою Партії націоналістичного руху обраний економіст Девлет Бахчелі, яка здобула верх над сином засновника партії Йилдиримом Тугрулом Тюркешем.
Молодіжна організація MHP — Сірі вовки (інша назва: Ülkücülük, Ідеалісти) — організована як воєнізоване крило партії. «Сірі вовки» — найбільш радикальний підрозділ, схильний до екстремізму і насильства. У 1970-х роках бойовики організації активно брали участь у політичному терорі. Мехмет Алі Агджа, Абдулла Чатли, Халук Кирджі, Орал Челік отримали одіозну популярність на загальнонаціональному і міжнародному рівні.

## Політична історія

### 1970-ті роки. Антикомунізм і «Гладіо»
Спочатку електоральні результати MHP були дуже скромними. На парламентських виборах 1969 і 1973 партія отримала відповідно 3 % і 3,4 %, що означало в першому випадку 1, у другому 3 депутатських мандата. Але активна позапарламентська робота, перш за все з молоддю, дрібними підприємцями і люмпенізованими шарами та загальне загострення політичної ситуації посилили позиції ультранаціоналістів. MHP стала коаліційним партнером правоконсервативної Партії справедливості, у 1975 році Алпарслан Тюркеш отримав пост віце-прем'єра в уряді Сулеймана Деміреля (цікаво при цьому, що Партія справедливості походила від Демократичної партії 1950-х, а Демірель був «політичним спадкоємцем» Мендереса, у поваленні якого брав участь Тюркеш).

Вибори 1977 року позначили помітний підйом MHP — партія отримала понад 6,4 % голосів і 16 місць у парламенті. 
 Не можна не брати до уваги ні результату Партії справедливості, ні збільшення кількості голосів, які викликають занепокоєння, поданих за угруповання Тюркеша, цього вірного послідовника Гітлера. 
 Друга половина 1970-х років пройшла у Туреччині під знаком великомасштабного політичного насильства. Неофашисти MHP, особливо «Сірі вовки», активно брали участь у вуличних зіткненнях з комуністами і ліворадикалами, а також у терористичних актах. За 1976–1980 роки в Туреччині загинуло понад 5 тисяч осіб. Вважається, що Алпарслан Тюркеш стояв на чолі оперативної системи «Контргерілья» — турецького підрозділу міжнародної антикомуністичної системи Гладіо.
Націоналісти також зазнавали втрат під час політичного терору. Так, 27 травня 1980 року убитий комуністичними бойовиками заступник голови MHP, колишній міністр Гюн Сазак.

### Переворот 1980 року
12 вересня 1980 року командування турецьких збройних сил на чолі з генералом Кенаном Евреном здійснило державний переворот. Політичний радикалізм як лівого, так і правого спрямування був жорстко придушений військовими. Алпарслан Тюркеш (як і Сулейман Демірель) арештований і ув'язнений. Політичні партії, включно з MHP, були заборонені. При цьому політика військового режиму носила авторитарно-націоналістичний і антикомуністичний характер. 
 Ідеологія партії при владі, члени партії у в'язниці. Агах Октай Гюнер, активіст MHP у 1980 

### Друга половина 1980-х. Відновлення партії
Алпарслан Тюркеш звільнився з в'язниці у 1985 році. Діяльність Партії націоналістичного руху відновлювалася повільно і поступово. Двічі була змінена назва — Muhafazakar Parti (Консервативна партія, 1983), Milliyetçi Çalışma Partisi (Національна партія праці, 1985), відновити історичне найменування партії вдалося тільки у 1993 році. Багато членів MHP перейшли до правоконсервативних чи ісламістських організацій.
До виборів 1983 і 1987 Тюркеш і його прихильники не були допущені, у 1991 і 1995 могли брати участь тільки у складі ісламістської Партії благоденства Неджметтін Ербакан. У 1991 році Алпарслан Тюркеш знову був обраний до парламенту.

### 1990-2000-і. Електоральна динаміка
На виборах 1995 року MHP зібрала понад 8 %, проте не отримала представництва у парламенті.
Успішними для Партії націоналістичного руху стали вибори 1999 року, які проходили вже після смерті Тюркеша. Під керівництвом Девлета Бахчелі MHP вийшла на друге місце з 18 % голосів. MHP увійшла до урядової коаліції з лівоцентристською Демократичною лівою партією. Бахчелі отримав посаду віце-прем'єра в уряді Бюлента Еджевіта. Дивний союз турецьких ультраправих з турецькими лівоцентристами відбивав загальні побоювання перед перспективою підйому ісламістів.
Вибори 2002 року принесли успіх ісламістам. Партія націоналістичного руху отримала лише 8,3 % голосів і втратила представництво у парламенті.
На виборах 2007 року MHP поліпшила позиції, зібравши 14,3 % і отримавши 71 депутатський мандат.
На виборах 2011 року Партія націоналістичного руху отримала підтримку 13 % виборців і зберегла 53 депутатських мандата з 550. У той період MHP була третьою за впливом політичною партією Туреччини. Згідно з дослідженнями, за націоналістів переважно голосують люди з середньою освітою, частіше молоді чоловіки. Найбільшим впливом партія користується в Анатолії, регіонах Чорного та Егейського морів.

## Еволюція політичного курсу
Під керівництвом Девлета Бахчелі MHP пройшла помітну еволюцію. Новий лідер спробував кілька етнонаціоналістичних обґрунтувань на користь геополітичних і соціальних. У зв'язку з дезактуалізацією комуністичної загрози об'єктивно знизилося значення антикомунізму. На перший план виведені мотиви національної єдності і цілісності, збереження турецької культури (Бахчелі з великою пересторогою ставиться до проекту приєднання Туреччини до Євросоюзу), жорсткої протидії сепаратизму, перш за все курдського. Після затримання Абдулли Оджалана турецькими спецслужбами у лютому 1999 року Бахчелі від імені партії вимагав для нього смерті через повішення.
MHP підтримує Азербайджан у протистоянні з Вірменією, засуджує контакти офіційної Анкари з Єреваном. Згідно до низки публікацій, MHP і «Сірі вовки» підтримували тісні контакти з генералом Дудаєвим. Герб Ічкерії — вовк — запропонований йому представниками цієї організації під час візиту покійного чеченського лідера до Північного Кіпру.
У 2000-х і початку 2010-х років Партія націоналістичного руху різко критикувала Реджепа Тайїпа Ердогана і його консервативно-ісламістську Партію справедливості і розвитку (AKP) — за видаткову фінансову політику, зовнішньополітичну оглядку на США, недостатньо рішучу підтримку Арабської весни. MHP висловлювала певну симпатію руху Фетхуллаха Ґюлена. Між Бахчелі і Ердоганом відзначалася різка полеміка, причому з боку лідера MHP звучали відверті погрози. У цьому протистоянні позначалася не тільки ситуативна конкуренція, але і традиційна ворожість неофашистів і клерикалів.
На президентських виборах 2014 року Партія націоналістичного руху підтримала кандидатуру вченого-хіміка і дипломата Екмеледдіна Ісханоглу. Характерно, що ультраправі націоналісти знову пішли на блок з лівоцентристськими республіканцями у протистоянні ісламістам. Однак Ісханоглу посів друге місце, поступившись Ердогану.

## Альянс із партією Ердогана
Парламентські вибори 2015 року зміцнили позиції Партії націоналістичного руху. Кількість голосів, поданих за MHP, збільшилася майже на 2 мільйони. Партія отримала підтримку 16,3 % виборців і 80 депутатських мандатів. Члени партії увійшли до складу тимчасового (до виборів) уряду Туреччини у серпні 2015 року. Визначився новий курс Бахчелі — на зближення із президентом Ердоганом і його AKP.
У парламенті не вдалося створити стійку урядову більшість, і в листопаді 2015 року відбулися дострокові вибори. Партія націоналістичного руху зазнала електоральних втрат: за неї проголосували 11,9 %, що забезпечило 40 депутатських місць. Стало очевидно, що значна частина електорату MHP відкидає союз з ісламістами. Однак Бахчелі продовжив обраний курс. Перед Конституційним референдумом 2017 року партія агітувала за прийняття поправок до Конституції, які істотно збільшували владні повноваження президента Туреччини.
Зближення Бахчелі з Ердоганом, фактична підтримка політики ісламізації призвела до розколу MHP. Послідовні прихильники світського націоналізму на чолі з Мерал Акшенер порвали з Партією націоналістичного руху і заснували Добру партію (IYI).
На парламентських виборах 2018 року Партія націоналістичного руху виступала у складі Народного альянсу, у якому домінувала Партія справедливості і розвитку. Таким чином, під керівництвом Бахчелі MHP повністю змінила орієнтацію і вступила в коаліцію з ісламістами Ердогана. На цих виборах MHP отримала близько 11 % голосів і 49 мандатів (недавно створена IYI — майже 10 % і 43 мандати).